# هنغويية (بزنجان)
هنغوییة (بالفارسية: هنگوییه) هي قرية تقع في إيران في قسم بزنجان الريفي. يقدر عدد سكانها بـ 217 نسمة بحسب إحصاء 2016.